# Croton cupuliferus
Espèce
Classification APG III (2009)
Croton cupuliferus est une espèce de plantes à fleurs du genre Croton et de la famille des Euphorbiaceae, présente au Mexique (Jalisco, Colima).